# Anaksymenes
Anaksymenes z Miletu (gr. Άναξιμένης, ur. ok. 585 p.n.e., zm. ok. 525 p.n.e.) – presokratejski joński filozof przyrody, uczeń Anaksymandra, należący do szkoły milezyjskiej.

## Życie
Zachowało się bardzo niewiele informacji nt. Anaksymenesa z Miletu, daty jego narodzin oraz zgonu są tylko przypuszczeniami. Najpewniej był uczniem oraz następcą Anaksymandra. Tak jak wielu innych filozofów greckich, napisał dzieło zatytułowane O naturze, które zawierało wykładnię jego myśli. Wedle słów Diogenesa Laertiosa, napisane było „w dialekcie jońskim, stylem prostym i niewyszukanym”. Do dzisiejszych czasów zachowały się trzy fragmenty.

## Zasada pojęta jako powietrze
Anaksymenes przejął od Anaksymandra zasadnicze jego poglądy: zasada (ἀρχή, arché) jest nieograniczona pod względem jakościowym i ilościowym, a także wiarę w wieczność ruchu. Wprowadził jednak znaczące zmiany do myśli swego mistrza – zasada przestała być nieokreślonym bezkresem (ἄπειρον, ápeiron), Anaksymenes widział ją jako nieskończone powietrze, które jest pierwotną przyczyną powstania wszystkich rzeczy. Relacja Teofrasta brzmi następująco:
„Różnice zaś zachodzą wskutek zagęszczania się i rozrzedzania w poszczególnych rzeczach i z rozrzedzenia powstaje ogień, ze zgęszczenia zaś wiatr, potem chmury, a z jeszcze większego zgęszczenia woda, potem ziemia, potem kamienie, a z nich wszystko inne”.
Starożytne świadectwo zakłada, że Anaksymenes uznał właśnie ten żywioł za arché ponieważ powietrze łatwiej aniżeli jakakolwiek inna rzecz podaje się przemianom, a zatem jest idealne, kiedy staje się przed problemem wyobrażenia sobie sposobu, w jaki powstała wszystka materia. Podane cytaty każą sugerować, że inspirację czerpał z obserwacji świata w którym żył. Swój wpływ miały także wierzenia greckie, które zakładały, że natura duszy oraz powietrza jest jednakowa, tak więc jeśli pierwsza utrzymuje ciało przy życiu, to tak samo, jakby utrzymywało je powietrze. W jednym z fragmentów czytamy:
„Podobnie jak dusza (...), która jest powietrzem, trzyma nas w skupieniu, tak i cały świat również otacza tchnienie i powietrze”.
Niektórzy badacze zwrócili uwagę, że też obserwacja nieba może dostarczyć odpowiedzi na inspiracje Anaksymenesa. Z nieba (tzn. z powietrza) pada deszcz (tzn. woda), pioruny (tzn. ogień) i do nieba wracają znów wszelkie opary, co mogło skłonić go do wybrania właśnie takiej zasady, zwłaszcza że brak mu określonych dla oka granic. Do jego cech należą:
„Kiedy jest całkiem równomiernie rozłożone, wtedy nie jest widzialne dla oka, lecz ujawnia się pod postacią zimna, ciepła, wilgoci i ruchu”.
„Powietrze bliskie jest temu, co niecielesne: ponieważ zaś my powstajemy dzięki jego przepływowi, konieczne jest, aby ono było nieskończone i było go dużo, aby go nigdy nie zabrakło”.
„Niecielesność” w tym fragmencie, to właśnie określenie owej „niewidzialności” powietrza oraz wyrażenie nieograniczenia i nieskończoności, w przeciwieństwie do każdej rzeczy z niego powstałej, której cechą jest widzialność, skończoność i ograniczenie. Wedle starożytnych Anaksymenes nazywał powietrze bogiem, a także rzeczom, które z niego powstały nadawał takie miano.

## Powstawanie rzeczy z powietrza
Pogląd Anaksymenesa, w przeciwieństwie do teorii Anaksymandra o apeironie, bardziej skupia się na poszukiwaniu wyjaśnienia empirycznego niż metafizycznego. Z racji ruchliwości daje lepszą, bardziej obrazową metodę tłumaczenia zmian jakie zachodzą podczas stawania się. Informuje o tym Plutarch:
„Anaksymenes mówi, że materia, ściśnięta i skondensowana, jest zimna, a rozrzedzona i luźna (bo i takiego używa słowa) jest ciepła. Dlatego nie jest pozbawione racji powiedzenie, że człowiek wypuszcza z ust zarówno ciepło, jak i zimno. Oziębia się bowiem oddech ściśnięty i zagęszczony wargami, gdy jednak usta się rozluźnią, wylatuje i staje się ciepły wskutek rozrzedzenia”.
Jest to kolejny dowód zaczerpnięty z doświadczenia, jaki Anaksymenes przywołał dla potwierdzenia swej tezy.

## Praktyczne konsekwencje zastosowania zasady
Najbardziej znaczącą konkluzją wynikającą z teorii Anaksymenesa jest odkrycie, że powietrze może mieć zmienną gęstość. Równomiernie rozłożone jest niewidoczne, dopiero zagęszczenie lub rozrzedzenie powoduje zmianę stanu skupienia od ognia, przez chmury, wodę aż do kamienia. Wpłynęło to na umocnienie przekonania o jedności przyrody: skoro każda rzecz zbudowana jest w swej pierwotnej postaci z jednego, to wszystko jest jednością.
Pytanie o przyczynę dynamizmu w metamorfozach rzeczy znalazło swoją odpowiedź w ustanowieniu ruchu jako naczelnej siły dążącej ku zmianie. Anaksymenes także odnotował związek pomiędzy temperaturą, a stanem skupienia, ogień ustanowił ciałem najmniej gęstym i najgorętszym, a kamień najgęstszym i najzimniejszym. Myśli jego stanowiły więc zaczątek drogi, którą poszła nowożytna fizyka.
Stosował swoją tezę o zasadzie także przy szukaniu odpowiedzi na zjawiska meteorologiczne, które ciekawiły Greków bardziej niż zjawiska ściśle fizykalne. Trzęsienia ziemi wytłumaczył zmianami w temperaturze podłoża, wiatr poruszeniem zagęszczonego powietrza, gdy padają na nie promienie słońca, to powstaje tęcza, a śnieg był efektem zamarznięcia chmur.

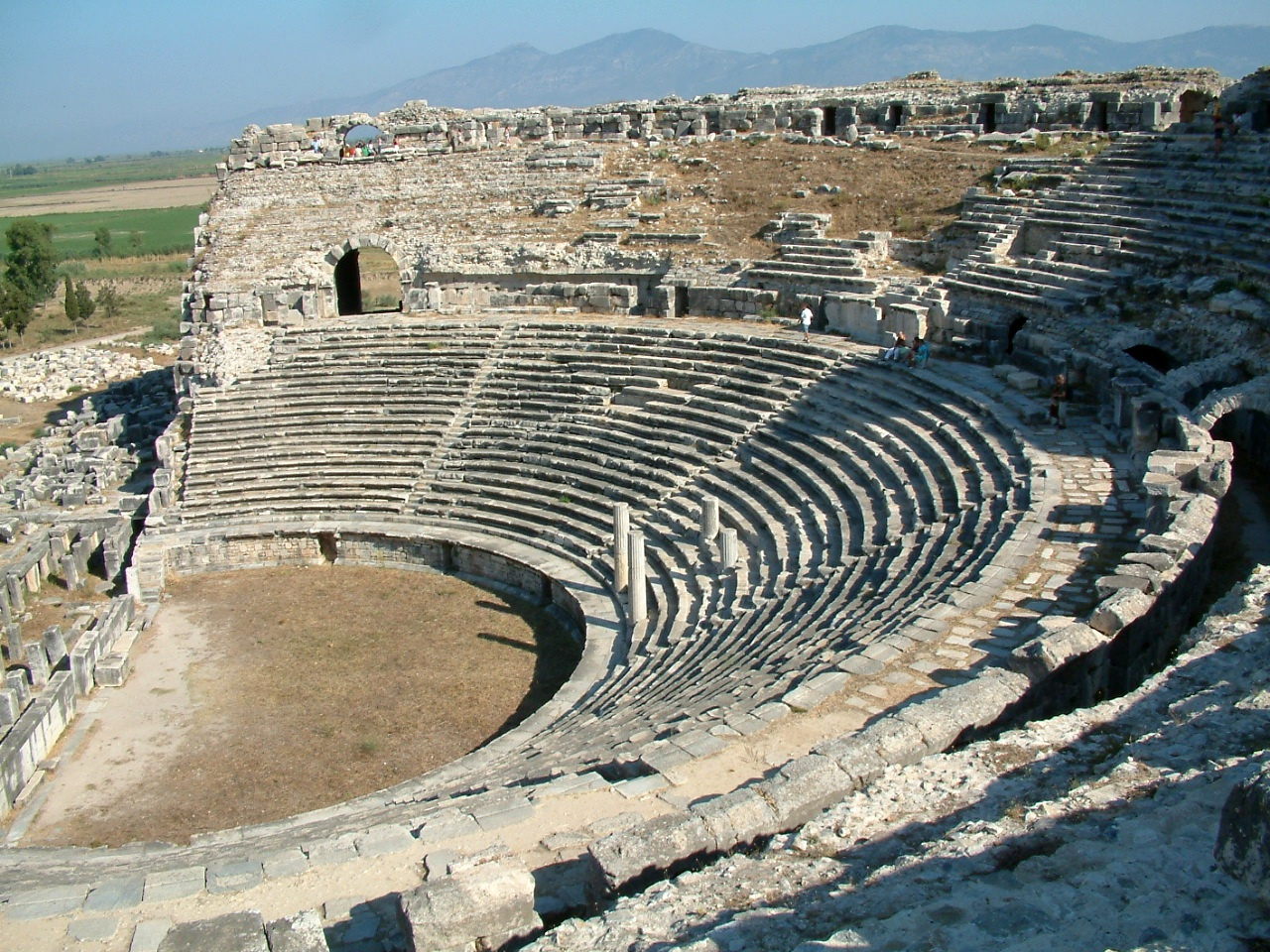
Ruiny amfiteatru w Milecie, gdzie działał Anaksymenes.

Jako astronom Anaksymenes był autorem wielu twierdzeń, które dziś uważa się za niesłuszne. Ziemia Anaksymenesa miała postać płaskiego dysku otoczonego kryształową kopułą, w której tkwiły gwiazdy stałe. Kopuła ta była krańcem świata jako takiego. Do ciał niestałych należały Słońce, księżyc i planety. Poruszały się one horyzontalnie pomiędzy Ziemią a kopułą. Zaćmienia Słońca i księżyca tłumaczył Anaksymenes istnieniem ciemnych ciał niebieskich, cyklicznie zasłaniających ciała jasne. Cykl dnia i nocy był efektem zachodzenia i ponownego wyłaniania się Słońca spoza gór znajdujących się na krańcach Ziemi.

## Stosunek Anaksymenesa do jego poprzedników
Naczelną różnicą, jaka zachodzi w tezach Anaksymenesa w stosunku do poprzedników jest próba racjonalnego wytłumaczenia korelacji pomiędzy jakościową różnicą rzeczy a ilościową różnicą w obrębie pierwszej zasady. Zwraca się także uwagę, że pomimo częstej opinii, jakoby Anaksymenes był filozofem niedorównującym talentem Anaksymandrowi, to przeczą temu liczne odniesienia, jakie kierują do niego starożytni podczas odwołań do filozofii jońskiej, widząc w nim najbardziej wykończony i poprawny obraz myśli tej szkoły. Stało się to za sprawą dostarczenia obrazu przyczyny, która doskonale współgra z zasadą. Gdy jońska filozofia będzie usiłowała się odrodzić u Diogenesa z Apollonii, wtedy impuls ku temu zostanie zaczerpnięty właśnie od Anaksymenesa.